# Pavonia praemorsa
Pavonia praemorsa är en malvaväxtart som först beskrevs av Carl von Linné d.y., och fick sitt nu gällande namn av Antonio José Cavanilles. Pavonia praemorsa ingår i släktet påfågelsmalvor, och familjen malvaväxter. Inga underarter finns listade i Catalogue of Life.